# Rue des Forges (Strasbourg)
Pour les articles homonymes, voir Rue des Forges.
La rue des Forges est une voie de Strasbourg située dans le quartier de la Krutenau. 

## Situation et accès
Parallèle à la rue de la Massue, elle va du no 3 de la rue du Jeu-de-Paume au no 16 de la rue du Renard-Prêchant.

## Histoire et origine du nom
Au XVIIIe siècle on la nomme Butzgässel. Dans la mythologie germanique, Butz est un terme générique désignant des démons, des fantômes [...], des génies domestiques. Selon Adolphe Seyboth, c'est une référence à l'une des nombreuses histoires de revenants dont la population était friande, plus précisément celle rapportée par Rodolphe Reuss et qui se serait déroulée en 1574 à la Krutenau (Anno 1574 erzeigte sich ein gespenst in einem haeusslin in der Crautenauw). Un esprit terrorisa les habitants à tel point que les principaux personnages de l'Église et du Magistrat se rendirent sur place. Certes on l'entendit frapper (poltern), mais personne ne le vit et le phénomène se dissipa de lui même au bout de quelques semaines.

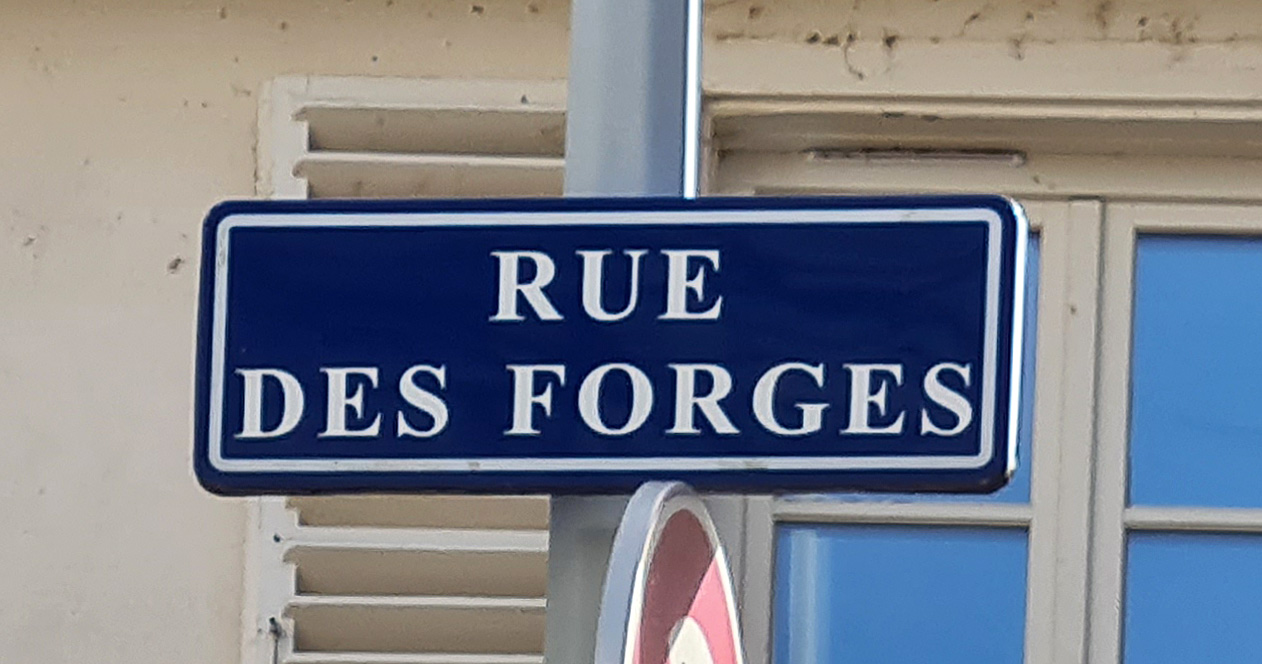
Plaque.

À l'exception d'un renommage en « rue de l'Estime » pendant la période révolutionnaire, le nom de la rue renvoie longtemps à la thématique de l'épouvante : ruelle de l'Épouvantail (1790), Butzen-Gässlein (1817), Schreckgässel (XVIIe et XIXe siècles), Butzengässchen (1872, 1940). 
La « rue des Forges » apparaît en 1919, année de la création des Forges de Strasbourg. Après l'occupation, cette dénomination fait son retour en 1945.
Élargie en 1978, cette étroite ruelle aboutissait autrefois à un grand jardin avec verger.

## Bâtiments remarquables
no 4 (ancien)L'immeuble formant l'angle avec le no 16a de la rue du Renard-Prêchant a été reconstruit d'abord en 1675, puis en 1883. 
Il a appartenu à Charles Braunagel, serrurier mécanicien, et à Barbe Bauer, les parents de l'artiste Paul Braunagel (1873-1954), qui grandit dans cette maison .
En 1978, la démolition d'une maison vétuste de 1577 a mis en évidence une maison à pans de bois. L'espace ainsi dégagé a permis d'élargir la rue et d'y aménager une aire de jeu.
no 14Le millésime 1577 est gravé sur le linteau d'une fenêtre.

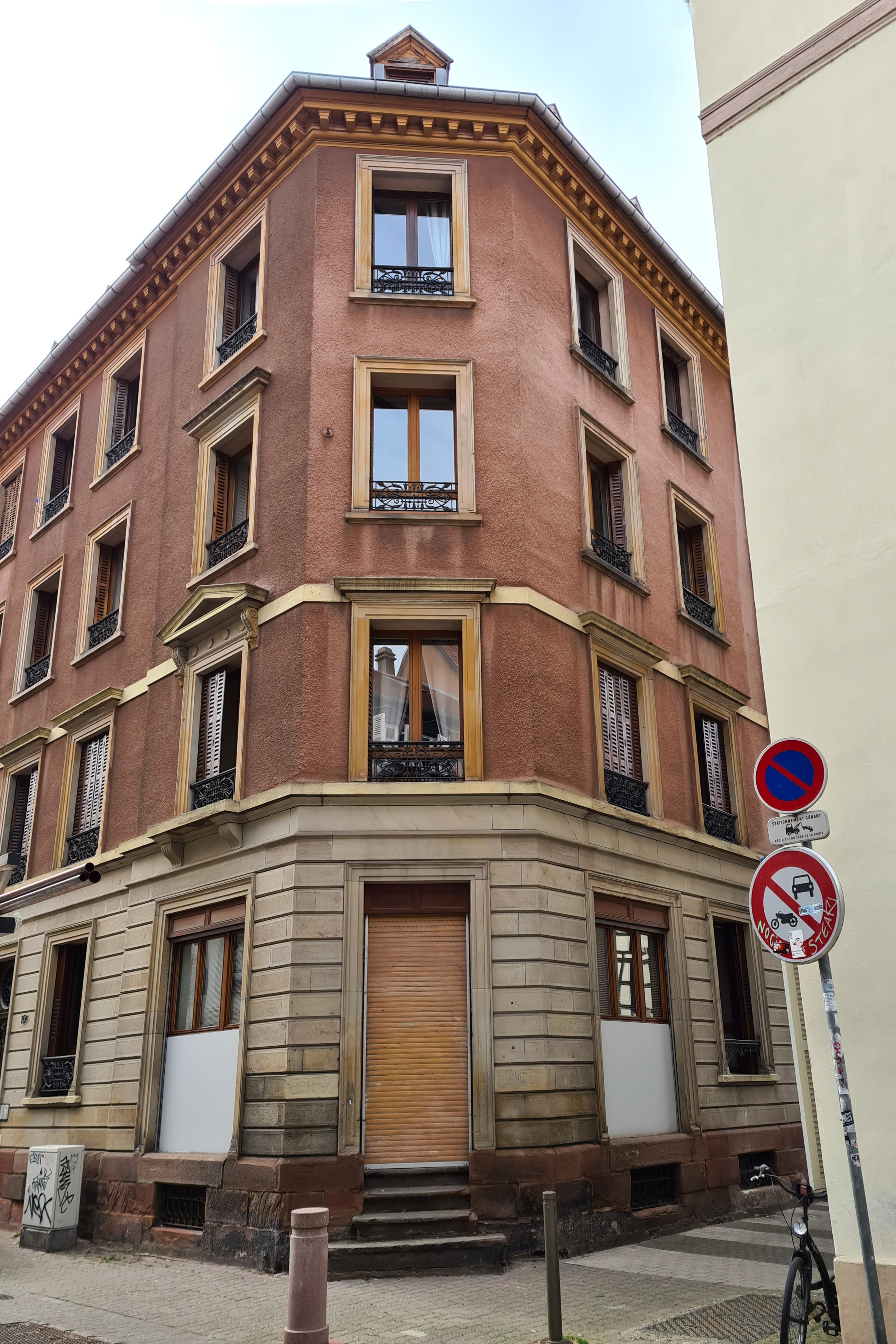
Angle avec la rue du Renard-Prêchant.
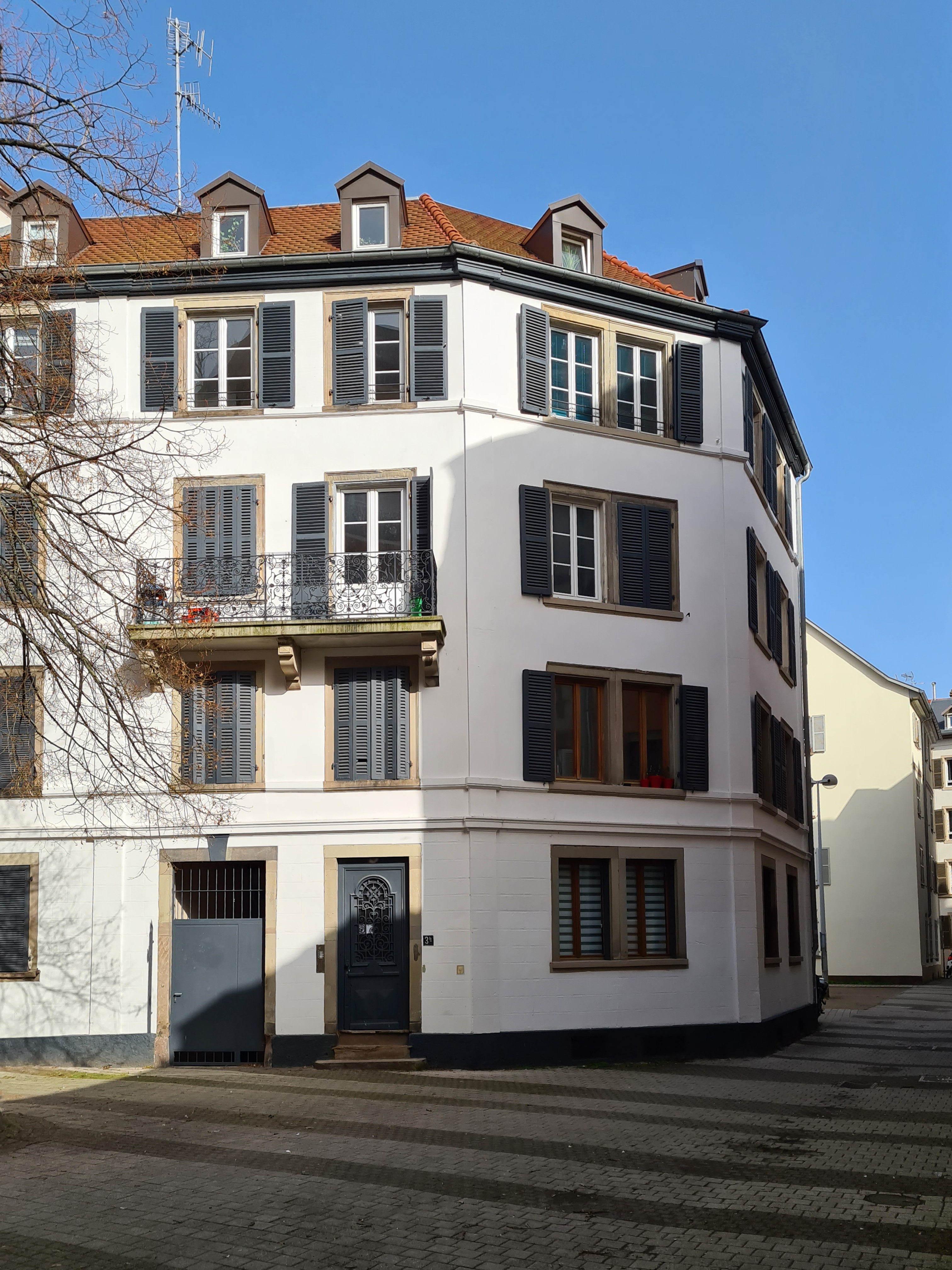
no 3b.
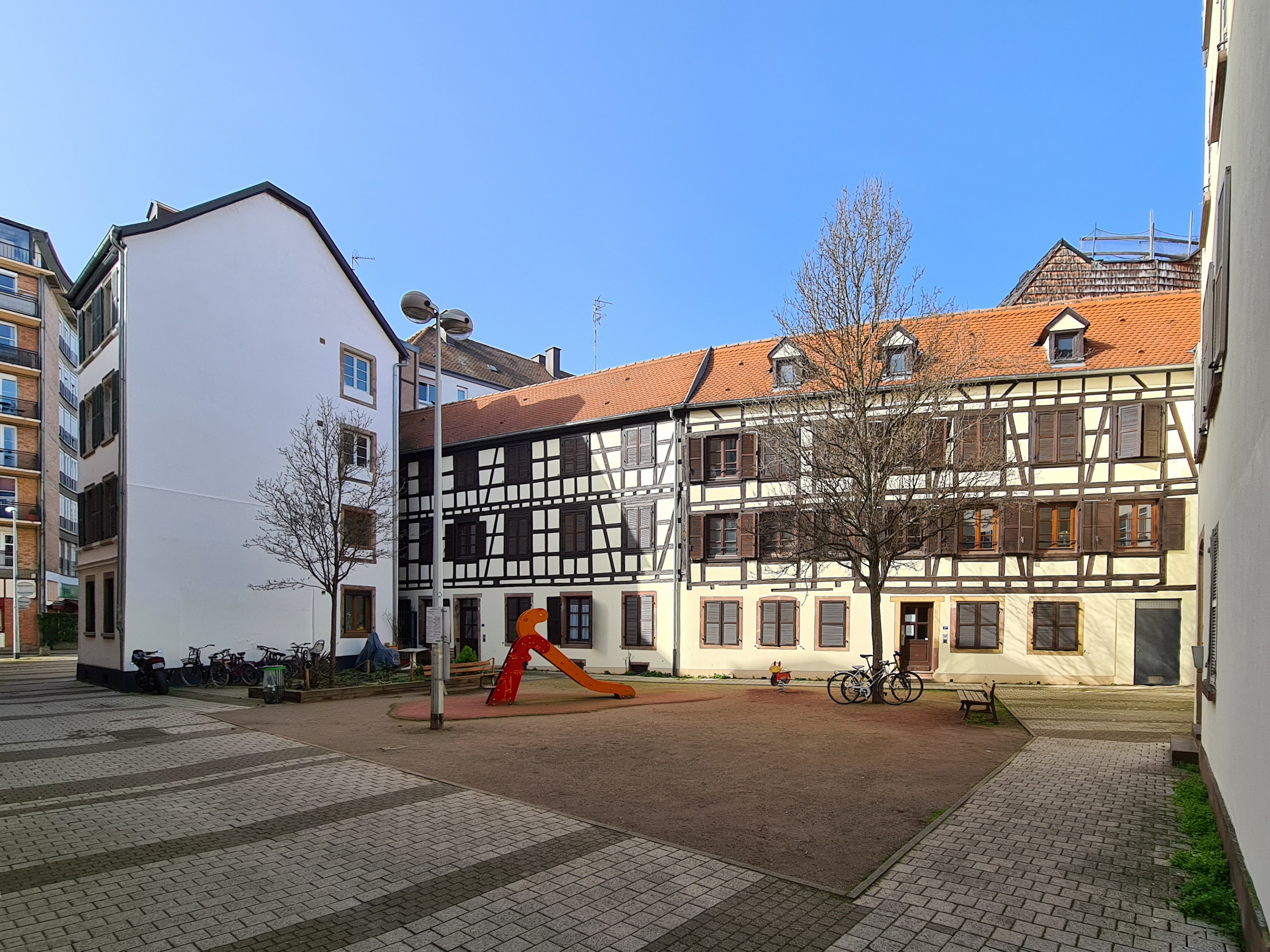
Aire de jeu devant les maisons à pans de bois.
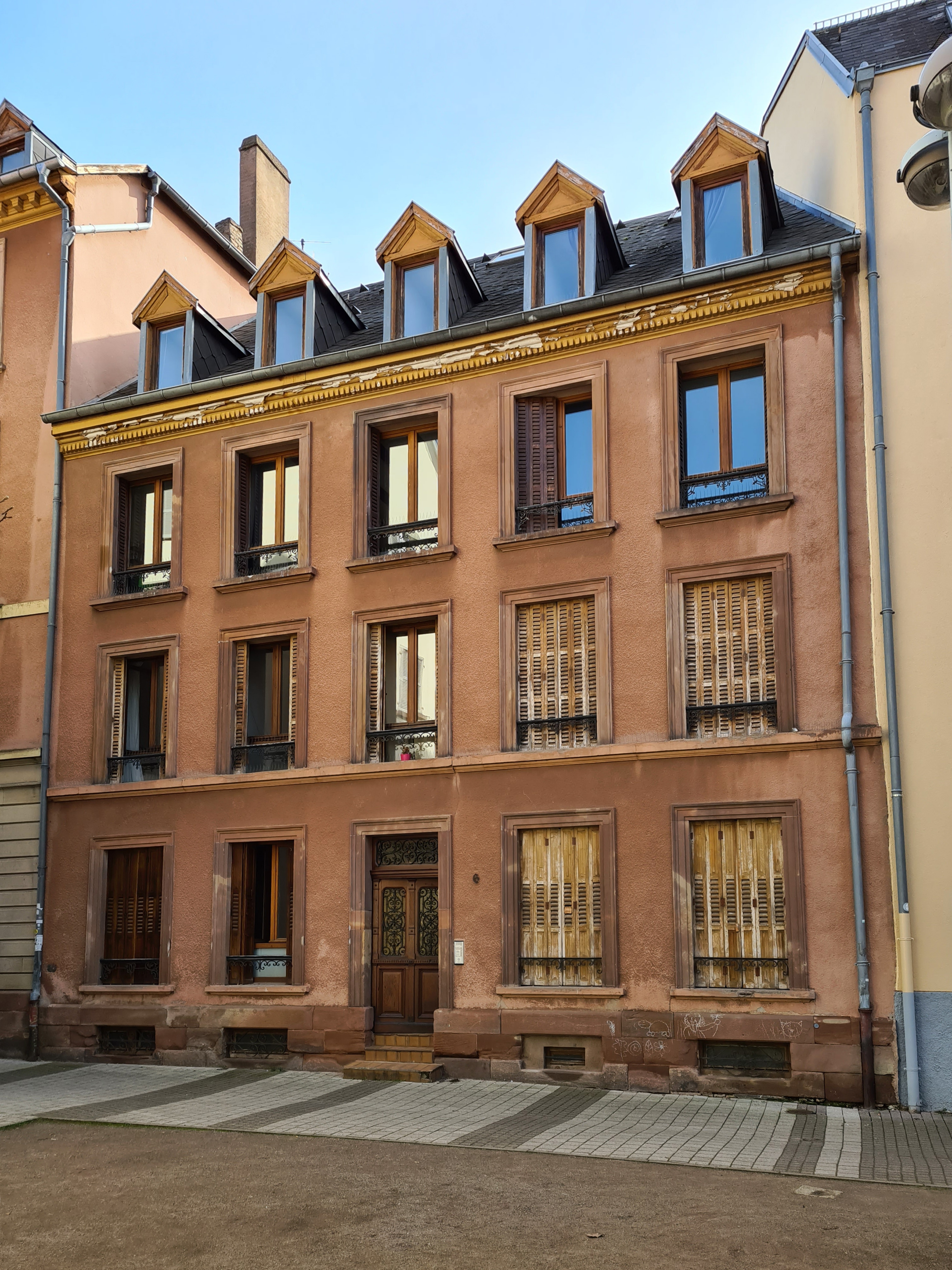
no 6.
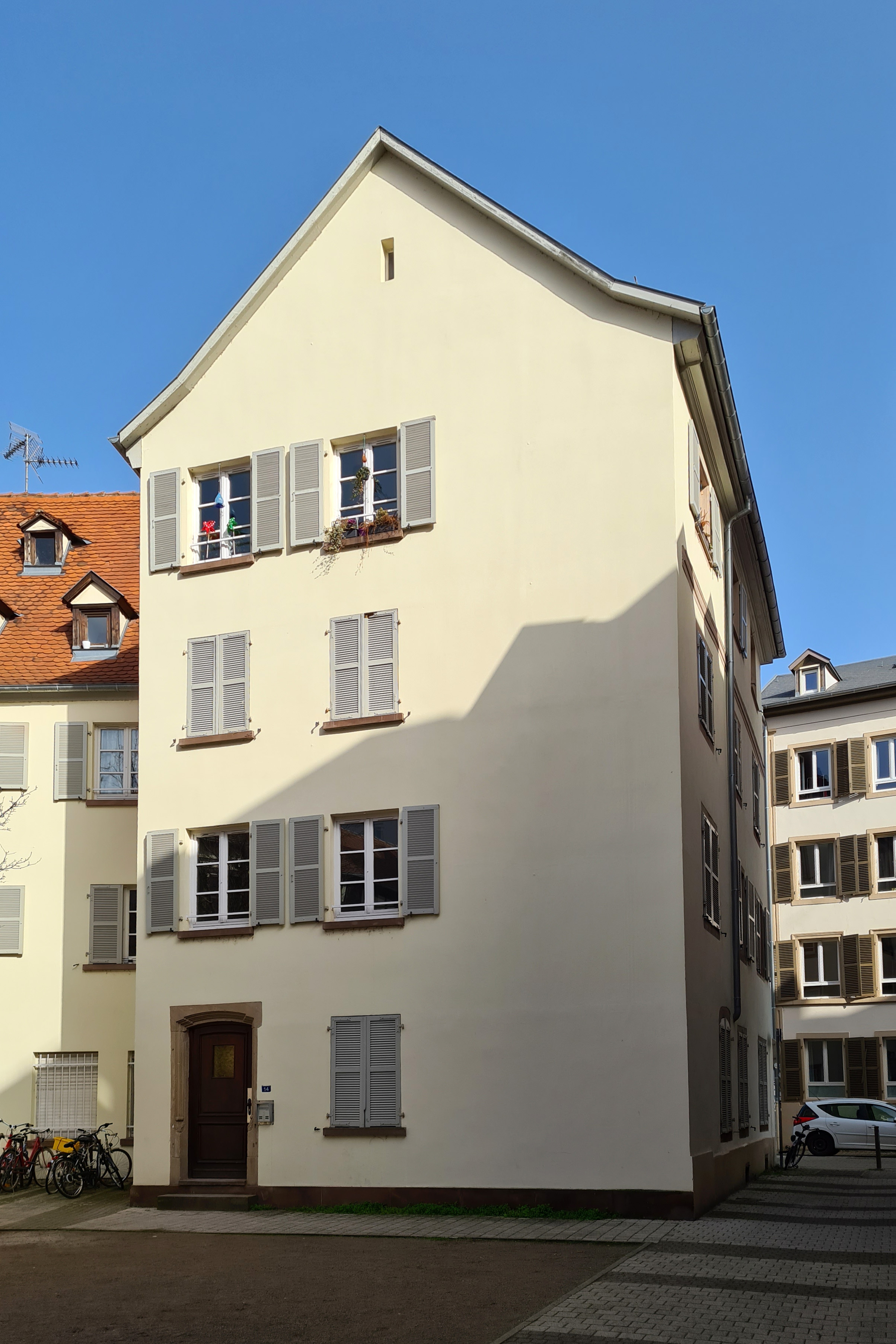
Façade du no 14.
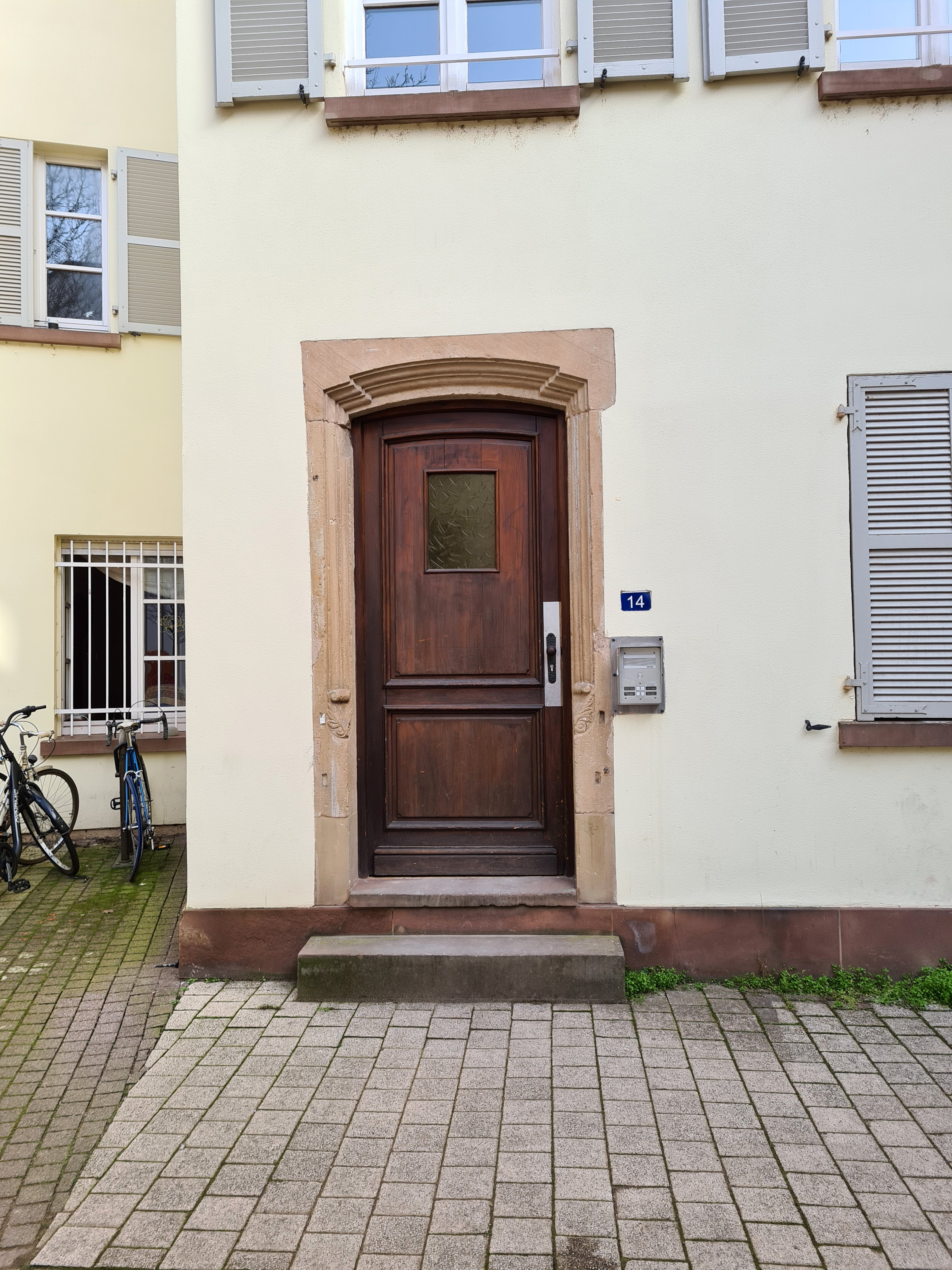
Porte du no 14.